# Hyde Park Civilizace
Hyde Park Civilizace je komplexně interaktivní televizní pořad zaměřený na vědu a současnou civilizaci vysílaný na kanále ČT24 České televize. Vychází z konceptu pořadu Hyde Park, který je součástí pořadu 90' ČT24. Do studia jsou zváni špičkoví odborníci z různých oborů jak z České republiky, tak ze zahraničí. Otázky tematicky zaměřené k odbornosti hosta kladou diváci prostřednictvím moderátora. Diváci mohou posílat otázky v průběhu celého týdne před vysíláním, a to prostřednictvím interaktivního formuláře na oficiální stránce pořadu, facebookové aplikace, Google+, Twitteru nebo SMS.
Dramaturgyní pořadu je Gabriela Cihlářová, moderuje Daniel Stach. Pořad se vysílá od 8. září 2012 na ČT24 každou sobotu od 20.05 do 21.00 a reprízy v neděli od 0.10 a 11.05. Na oficiální stránce pořadu je vždy po vysílání k dispozici záznam pořadu, obvykle doplněný o bonusy ve formě videoreportáží či netlumočených verzí v případě cizojazyčného hosta. Autoři doplňují interaktivitu pořadu diskusemi s diváky na Facebooku, občas je pozvána skupina fanoušků na exkurzi přímo do vysílání. Pořad je také dostupný jako podcast.

## Hosté pořadu

### Zahraniční
- Elise Andrew, autorka stránky I fucking love science
- Jamie Andrew, handicapovaný horolezec
- Orley Ashenfelter, ekonom
- Eric Betzig, nositel Nobelovy ceny za chemii
- Bernard Bigot, ředitel projektu ITER
- Paul von Blum, historik
- Irina Bokovová, generální ředitelka UNESCO
- Vint Cerf, informatik
- Claude Cohen-Tannoudji, nositel Nobelovy ceny za fyziku
- Jack Copeland, filosof
- Valentin Davydjanc, kapitán ledoborce
- Richard Dawkins, evoluční biolog
- Charles Duke, astronaut, jeden ze 12 lidí na Měsíci
- Llewelyn Falco, programátor
- Bernard Feringa, nositel Nobelovy ceny za chemii
- Andrew J. Feustel, astronaut
- Jerome Isaac Friedman, nositel Nobelovy ceny za fyziku
- Fabiola Gianotti, generální ředitelka CERN od roku 2015, částicová fyzička[6]
- Tändzin Gjamccho, 14. tibetský dalajláma
- Jane Goodallová, primatoložka
- Natalja Gorbaněvská, politická aktivistka
- Roger Griffin, historik
- Harald zur Hausen, nositel Nobelovy ceny za fyziologii nebo lékařství
- Zahi Hawass, egyptolog
- Rolf-Dieter Heuer, ředitel CERN v letech 2009–2015
- Gerardus 't Hooft, nositel Nobelovy ceny za fyziku
- Martin Chalfie, nositel Nobelovy ceny za chemii
- Noam Chomsky, lingvista, filosof
- Ada Jonathová, nositelka Nobelovy ceny za chemii
- James Kakalios, fyzik, přednáší o fyzice superhrdinských komiksů
- Beate Klarsfeld, bojovnice proti nacismu
- Serge Klarsfeld, bojovník proti nacismu
- Lawrence M. Krauss, fyzik
- Kenneth Mattox, traumatolog
- Denis McQuail, odborník na masmédia
- Reinhold Messner, horolezec, jako první zdolal všech 14 osmitisícovek
- Paul Modrich, nositel Nobelovy ceny za chemii
- David Nixon, vesmírný architekt
- Paul Nurse, nositel Nobelovy ceny za fyziologii nebo lékařství
- Scott Edward Parazynski, astronaut
- James Rice, planetární geolog
- Paul Rusesabagina, Rwandský humanista a aktivista
- John Searle, filosof
- Peter Singer, filosof
- George Elwood Smith, nositel Nobelovy ceny za fyziku
- Timothy Snyder, historik
- Daniel Šechtman, nositel Nobelovy ceny za chemii
- Douglas Vakoch, ředitel METI
- Claude Cohen-Tannoudji, nositel Nobelovy ceny za fyziku
- Cédric Villani, nositel Fieldsovy medaile
- Benno Willke, fyzik účastnící se projektu LIGO
- Robert Woodrow Wilson, nositel Nobelovy ceny za fyziku
- Johann-Dietrich Wörner, ředitel ESA
- Pieter Timotheus de Zeeuw, ředitel Evropské jižní observatoře
- Philip Zimbardo, psycholog
- Andrej Borisovič Zubov, historik

### Čeští
- Vladimír Baar, politický geograf
- Miroslav Bárta, egyptolog
- Vladimír Beneš, lékař, neurochirurg
- Vladimír Beneš, lékař, neurochirurg
- Veronika Benson, bioložka
- Miroslav Bobek, ředitel ZOO Praha
- Jindřich Böhm, vrakový potápěč
- Ludomír Brož, přednosta Kliniky popáleninové medicíny
- Marian Brzybohatý, odborník na terorismus
- Václav Cílek, geolog
- Petr Čáp, alergolog
- Věra Čáslavská, olympionička
- Radomír Čihák, lékař
- Ludmila Čírtková, policejní a soudní psycholožka
- Zuzana Děngeová, jazykovědkyně
- Jaroslav Doležel, rostlinný genetik
- Adam Dolník, odborník na terorismus
- Dana Drábová, předsedkyně úřadu pro jadernou bezpečnost
- Pavel Dungl, ortoped
- Josef Elster, polární ekolog
- Hana Fifková, sexuoložka
- Jaroslav Flegr, evoluční biolog, parazitolog
- Robert Fremr, soudce
- Helena Fulková, bioložka
- Jan Gruntorád, ředitel CESNET
- Jiří Grygar, astrofyzik
- Eliška Hašková-Coolidge, asistentka amerických prezidentů
- Martin Hilský, anglista a překladatel
- Miroslav Hirt, soudní lékař
- Jan Hnízdil, celostní medicína
- Pavel Hobza, chemik
- Michal Hocek, chemik
- Cyril Höschl, psychiatr
- Zdeněk Hostomský, biochemik
- Stanislav Chládek, odborník na mayskou kulturu
- David Chrištof, vytrvalostní běžec
- Helena Illnerová, fyzioložka
- František Janouch, fyzik
- Bohumír Janský, geograf
- Radek Jaroš, horolezec
- Jiří Ježek, paralympionik
- Eva Jiřičná, architektka
- Pavel Jungwirth, chemik
- Tomáš Jungwirth, fyzik
- Petr Jan Juračka, hydrobiolog, fotograf
- Josef Kautzner, kardiolog
- Jan Klas, Řízení letového provozu
- Jan Kolář, předseda české kosmické kanceláře
- Pavel Kolář, fyzioterapeut
- Jindřich Kolorenč, fyzik
- František Koukolík, neuropatolog
- Josef Koutecký, onkolog
- Martin Kovář, historik
- Rudolf Krautschneider, mořeplavec
- Markéta Křížová, historička
- René Kujan, vytrvalostní běžec
- Zdeněk Kukal, oceánolog
- Petr Kulhánek, fyzik
- Daniel Madzia, paleontolog
- Jiří Markovič, kriminalista
- Vladimír Mařík, kybernetik
- Josef Michl, chemik
- Michaela Musilová, astrobioložka
- Jaroslav Nešetřil, matematik
- David Netuka, neurochirurg a neuroonkolog
- Vojtěch Novotný, tropický biolog
- Karel Pacner, publicista, odborník na kosmonautiku
- Radim Palouš, filozof, pedagog a disident
- Jan Palouš, astronom
- Vladimír Plešinger, cestovatel
- Bohdan Pomahač, chirurg
- Miroslav Popelka, archeolog
- Markéta Pravdová, předsedkyně Rady Ústavu pro jazyk český
- Pavel Prošek, polárník
- Roman Prymula, epidemiolog
- Tomáš Radil, lékař, vězeň z Osvětimi
- Bedřich Rus, fyzik
- Jan Říha, zrakově postižený horolezec
- Blanka Říhová, biochemička
- Petr Slavíček, fyzikální chemik
- Vladimír Socha, popularizátor paleontologie a publicista
- Jan Sokol, filosof
- Ivo Starý, chemik
- Miloslav Stingl, cestovatel, etnograf
- Jiří A. Svoboda, antropolog
- Jaroslav Sýkora, sociolog
- Milan Šamánek, dětský kardiolog
- Tomáš Šebek, chirurg (Lékaři bez hranic)
- Jan Šibík, fotograf
- Leoš Šimánek, cestovatel
- Jiří Šnajdauf, přednosta kliniky dětské chirurgie
- Karel Šonka, odborník na poruchy spánku, neurolog
- Aleš Špičák, geolog
- Jiří Štraus, biomechanik, kriminalista
- Jana Tichá, astronomka
- Miloš Tichý, astronom
- Jan Trachta, Lékaři bez hranic
- Pavel Toufar, odborník na kosmonautiku
- Lubor Václavů, vojenský historik
- Marek Vácha, biolog, kněz
- Milan Vašek, statik
- Miroslav Veverka, soudce, spisovatel
- Libor Vítek, lékařský chemik a biochemik
- František Vyskočil, neurofyziolog
- Norbert Werner, astrofyzik
- Rudolf Zahradník, chemik
- Milan Zelený, ekonom
- Mnislav Zelený, etnolog
- Karel Zeman, námořní kapitán

Aktualizováno k 25. 3. 2017.